# 8942 Takagi
8942 Takagi este un asteroid din centura principală de asteroizi.

## Descriere
8942 Takagi este un asteroid din centura principală de asteroizi. A fost descoperit pe 30 ianuarie 1997 la Ōizumi de Takao Kobayashi. El prezintă o orbită caracterizată de o semiaxă mare de 2,74 ua, o excentricitate de 0,08 și o înclinație de 4,4° în raport cu ecliptica.